# 中交汇通横琴广场
中交汇通横琴广场是中国广东省珠海市横琴粤澳深度合作区的摩天大楼，建筑高度为310米，地上65层。大樓建成時是中交集团成立以来建成的第一高楼。